# 16. březen
16. březen je 75. den roku podle gregoriánského kalendáře (76. v přestupném roce). Do konce roku zbývá 290 dní. Svátek slaví Elena,Herbert a podle starého kalendáře Budimír

## Události

### Česko
- 1421 – Jan Žižka dobyl katolický Chomutov, jehož obyvatele následně husité vyvraždili.
- 1742 – V muniční laboratoři na hradě Špilberku způsobila nepozornost personálu požár a výbuch, při němž zahynulo 29 osob.
- 1848 – V Praze byly založeny ozbrojené sbory Akademická legie, jejími členy se stávali univerzitní studenti i jejich profesoři.
- 1891 – V Praze na vrchu Petřín byla zahájena výstavba Petřínské rozhledny.
- 1929 – Automobilka Tatra vyrobila první třínápravový speciál Tatra 25 s náhonem a brzdami na všech šesti kolech, poháněný vodou chlazeným čtyřválcem a osazený trambusovou kabinou.
- 1938 – Opera Bohuslava Martinů Julietta měla premiéru v Praze.
- 1939 – Adolf Hitler podepsal na Pražském hradě Výnos o zřízení Protektorátu Čechy a Morava.
- 1950 – Ministerstvo zahraničí ČSR požádalo představitele pražské nunciatury Vatikánu Ottavia de Livu, aby opustil zemi.
- 1999 – Antimonopolní úřad schválil fúzi dvou velkých českých pivovarů: Prazdroje a Radegastu.
- 2020 – V rámci pandemie covidu-19 bylo zavedeno první opatření omezující volný pohyb osob.

### Svět
- 1190 – Židé v anglickém městě York raději spáchali hromadnou sebevraždu, než by se podvolili křesťanskému křtu.
- 1244 – Přes 200 Katarů bylo upáleno, když odmítli zapřít svou víru po pádu Montségur.
- 1517 – Papež Lev X. ukončil Pátý lateránský koncil.
- 1521 – Španělská výprava pod vedením Portugalce Fernaa de Magalhaese dorazila k pobřeží Filipín.
- 1621 – Náčelník místních Indiánů Mohykánů navštívil vesnici prvních přistěhovalců Plymouth a pozdravil je překvapivě anglicky "Welcome, Englishmen! My name is Samoset".
- 1690 – Francouzský král Ludvík XIV. poslal armádu do Irska.
- 1713 – Chycený zbojník Juraj Jánošík je dopraven do Liptovského Mikuláše, kde začal soud. Rozsudek je vynesen už druhý den. Za vedení zbojnické skupiny a účast na loupežných přepadeních - trest smrti zavěšením za levý bok na hák.
- 1792 – Nepovedený atentát spiklenců na švédského krále Gustava III. v čele s hrabětem Anckarstróma, který vystřelil na krále na maškarním plese ve stockholmské opeře. Tento příběh zpracoval Verdi ve stejnojmenné opeře Maškarní ples.
- 1797 – Napoleonovo vítězství u Tagliamenta během jeho italského polního tažení.
- 1802 – Kongres Spojených států amerických založil ve West Pointu US Millitary Academy, první vojenskou školu v USA na výchovu a trénink budoucích důstojníků.
- 1829 – Londýn reorganizoval svou policii, vznikl Scotland Yard.
- 1921 – Kronštadtské povstání: Rudá armáda zahájila závěrečný útok na Kronštadt.
- 1968 – Američtí vojáci v průběhu války ve Vietnamu, při běžné kontrolní hlídce ve vesnici My Lai, zmasakrovali na 500 civilistů.
- 2022 – Ozbrojené síly Ruské federace během invaze na Ukrajinu uskutečnily nálet na divadlo v Mariupolu, v jehož troskách zahynulo okolo 300 civilistů.

## Narození

### Česko

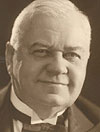
Josef Šváb Malostranský (* 1860)

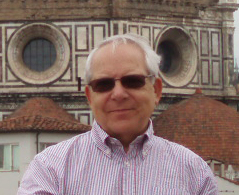
Petr Weigl (* 1939)

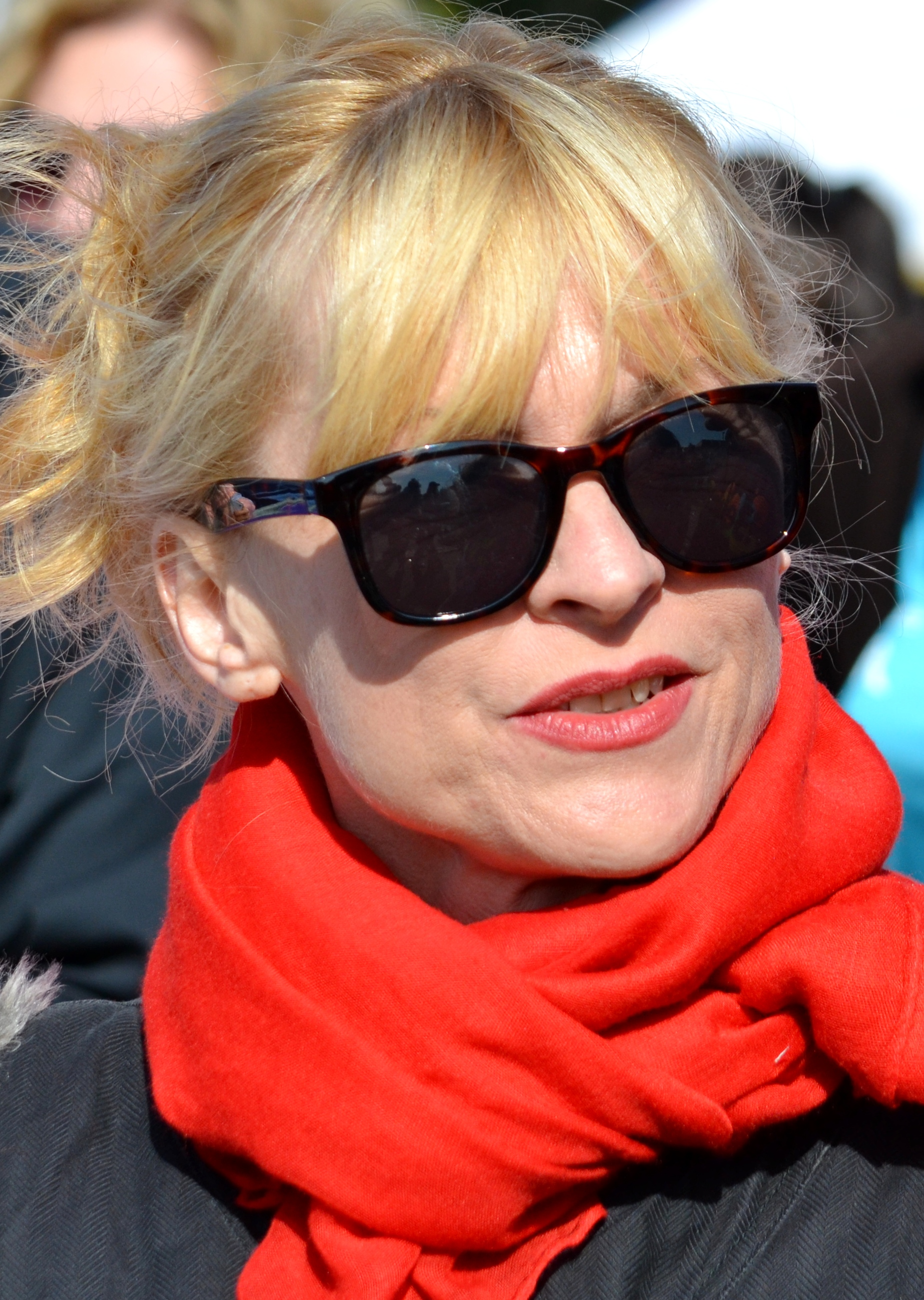
Dana Batulková (* 1958)

- 1693 – František Ludvík z Mattencloitu, česko-slezský šlechtic († 31. květen 1768)
- 1756 – Josef Javůrek, klavírista a hudební pedagog († 22. června 1840)
- 1789 – Josef Mirovít Král, kněz, obrozenecký spisovatel, básník a překladatel († 13. února 1841)
- 1837 – František Bartoš, pedagog, jazykovědec a etnograf († 11. června 1906)
- 1846
  - Josef Kyselka, kněz a spisovatel († 5. prosince 1911)
  - Betty Fibichová, operní zpěvačka († 20. května 1901)
- 1852 – Josef Úlehla, pedagog, propagátor vysokoškolského vzdělání učitelů († 22. prosince 1933)
- 1860 – Josef Šváb-Malostranský, herec, písničkář a kabaretiér († 30. října 1932)
- 1870 – Otakar Zachar, chemik v oboru pivovarnictví a sladovnictví († 29. listopadu 1921)
- 1871 – Vinzenz Mark, československý politik německé národnosti († ?)
- 1880 – Eduard Kadlec, generál Československých legií v Rusku († 19. srpna 1961)
- 1883 – Josef Šimánek, spisovatel († 16. listopadu 1959)
- 1885 – Josef Tříška, malíř († 16. května 1967)
- 1886 – Vojta Novák, divadelní a filmový herec a režisér († 18. března 1966)
- 1898 – Alžběta Birnbaumová, historička umění a spisovatelka († 18. listopadu 1967)
- 1901
  - Marta Krásová, pěvkyně († 20. února 1970)
  - Oldřich Stibor, divadelní režisér († 10. ledna 1943)
- 1906 – František Vodsloň, politik († 5. května 2002)
- 1908 – Zdeněk Kunc, zakladatel československé a světové neurochirurgie († 10. května 1985)
- 1918
  - Josef Trousílek, československý hokejový reprezentant († 5. října 1990)
  - Jaromír Rubeš, psychoterapeut a psychiatr († 9. února 2000)
- 1920 – Gustáv Herrmann, československý basketbalista († 31. března 2010)
- 1921 – Rudolf Cortés, herec a zpěvák († 12. prosince 1986)
- 1922 – Zdeněk Liška, skladatel filmové hudby († 13. července 1983)
- 1925 – Lubomír Železný, hudební skladatel († 29. září 1979)
- 1927
  - Josef Jedlička, prozaik a esejista († 5. prosince 1990)
  - Miloš Kirschner, loutkář, herec, zpěvák, dlouholetý ředitel a hlavní interpret Divadla Spejbla a Hurvínka († 2. července 1996)
- 1930
  - František Mertl, malíř a sochař
  - Aťka Janoušková, herečka a zpěvačka († 9. března 2019)
  - Ota Ulč, exilový spisovatel († 22. listopadu 2022)
- 1936 – Miroslav Kučera, kriminalista a spisovatel
- 1937 – Jiří Dolana, československý hokejový reprezentant († 14. července 2003)
- 1939 – Petr Weigl, filmový, televizní a divadelní režisér a dramaturg († 14. července 2018)
- 1944 – František Kozel, politik
- 1948 – Petr Hladík, cyklista
- 1952 – Květoslav Matějka, publicista, spisovatel a herec
- 1953 – Radim Valenčík, vysokoškolský učitel, ekonom a politik
- 1958 – Dana Batulková, divadelní a filmová herečka
- 1964 – Michaela Dolinová, herečka a moderátorka
- 1973 – Radůza, zpěvačka, písničkářka a hudební skladatelka
- 1980 – Iva Pazderková, herečka, moderátorka a bavička
- 1988 – Jiří Tlustý, lední hokejista
- 1990 – Lukáš Koranda, zpěvák, skladatel, textař, zvukař
- 1994 – Jakub Matyáš, lední hokejista

### Svět

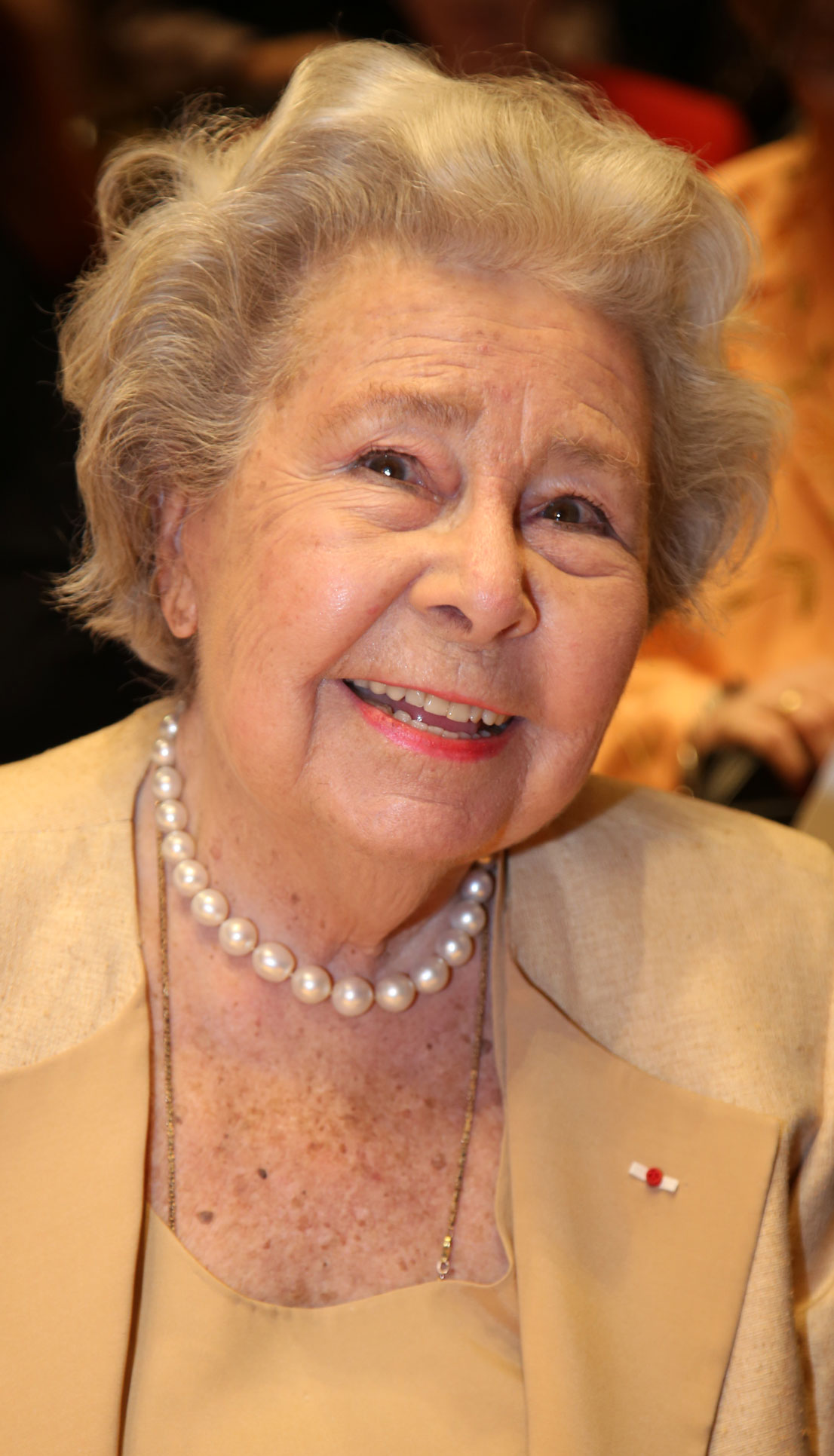
Christa Ludwig (1928–2021)

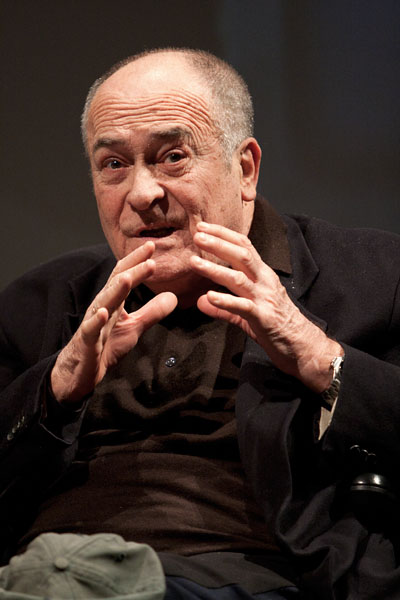
Bernardo Bertolucci (* 1941)

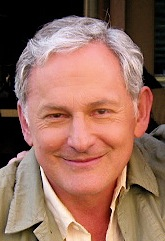
Victor Garber (* 1949)

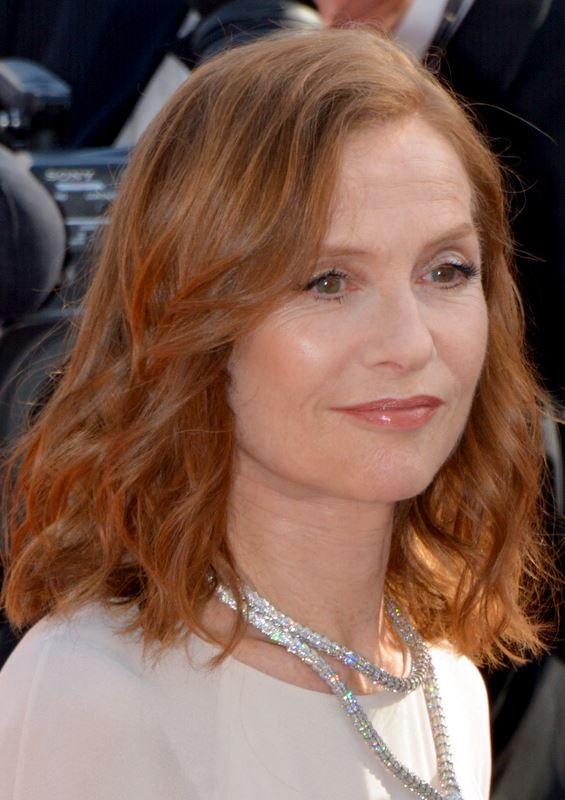
Isabelle Huppertová (* 1953)

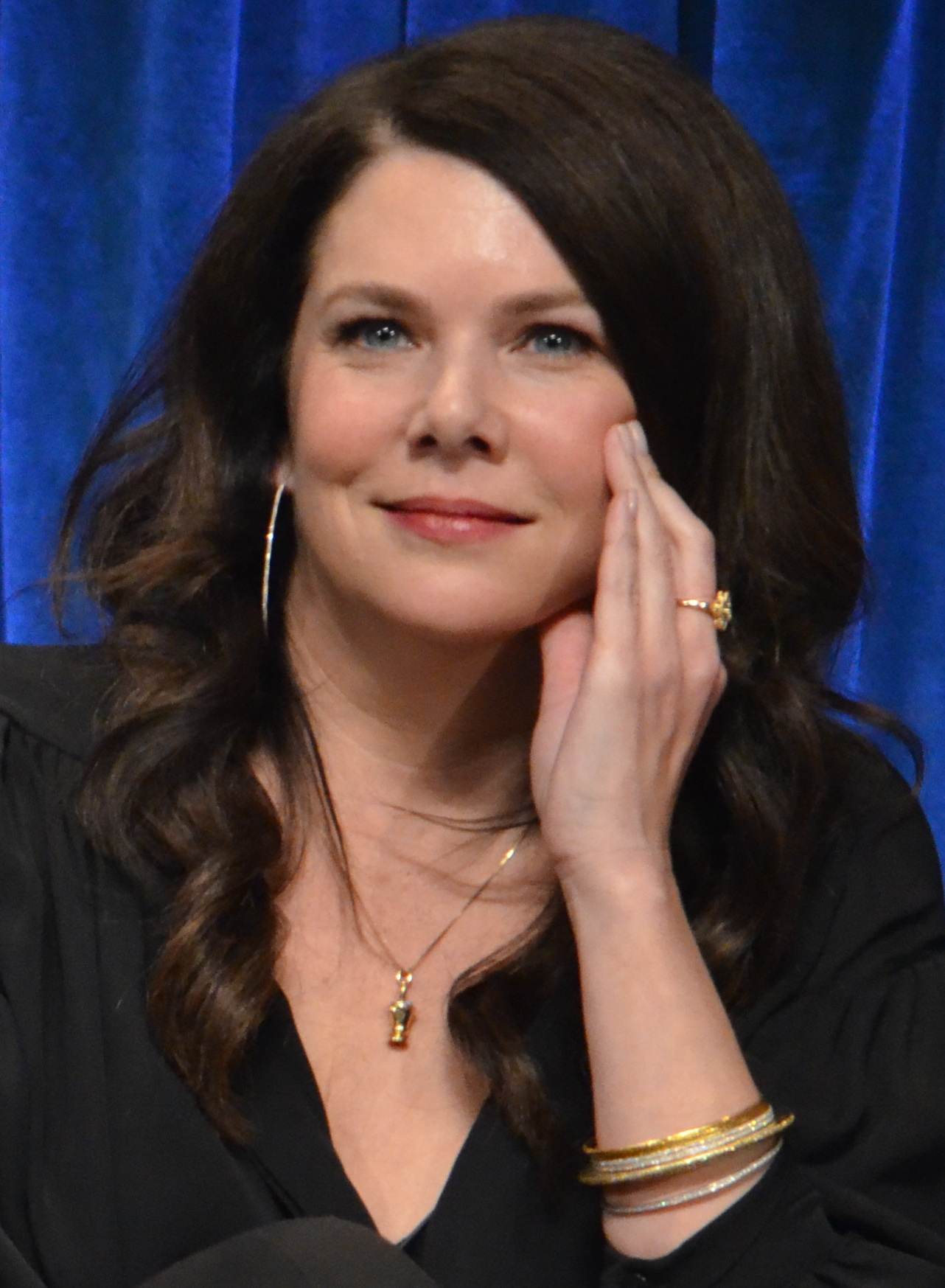
Lauren Graham (* 1967)

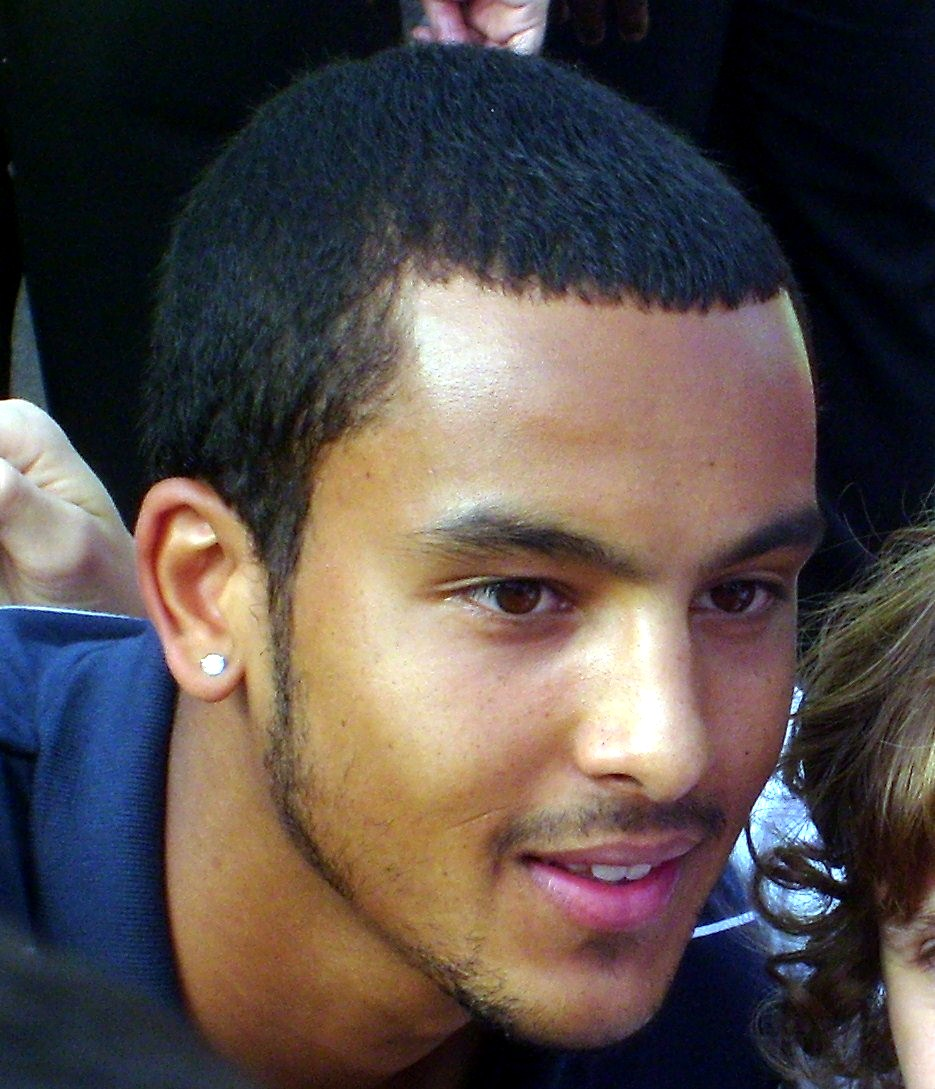
Theo Walcott (* 1989)

- 1465 – Kunhuta Rakouská, dcera císaře Fridricha III. Habsburského († 6. srpna 1520)
- 1687 – Žofie Dorotea Hannoverská, pruská královna († 28. června 1757)
- 1750 – Caroline Herschel, britská astronomka německého původu († 9. ledna 1848)
- 1751 – James Madison, čtvrtý prezident USA († 28. června 1836)
- 1771 – Antoine-Jean Gros, francouzský malíř († 25. června 1835)
- 1774 – Matthew Flinders, britský navigátor a tvůrce map († 19. července 1814)
- 1789
  - Georg Simon Ohm, německý fyzik († 6. července 1854)
  - Hibetullah Sultan, osmanská princezna († 18. září 1841)
- 1794 – Joseph Daniel Böhm, rakouský sochař († 15. srpna 1865)
- 1799 – Anna Atkins, anglická botanička a fotografka († 9. června 1871)
- 1800 – Ninkó, japonský císař († 21. února 1846)
- 1816 – Alfred A. Hart, americký fotograf († 5. března 1908)
- 1828 – Pavol Dobšinský, slovenský kněz, folklorista, básník a spisovatel († 22. října 1885)
- 1839 – Sully Prudhomme, francouzský básník a esejista († 6. září 1907)
- 1851 – Martinus Wilhelm Beijerinck, nizozemský botanik a mikrobiolog († 1. ledna 1931)
- 1855 – Josef Maria Eder, rakouský chemik a fotograf († 18. října 1944)
- 1856
  - Alexandr Kovaňko, pilot, konstruktér letadel († 19. dubna 1919)
  - Napoleon Evžen Bonaparte, pretendent francouzského trůnu jako syn císaře Napoleona III. († 1879)
- 1859 – Alexandr Stěpanovič Popov, ruský fyzik († 13. ledna 1906)
- 1878
  - Clemens August von Galen, německý šlechtic, kardinál a biskup münsterský († 22. března 1946)
  - Rezá Šáh Pahlaví, íránský šáh († 26. července 1944)
- 1880 – Wolfgang Pagenstecher, německý malíř a heraldik († 26. prosince 1953)
- 1884 – Alexandr Romanovič Běljajev, ruský spisovatel († 6. ledna 1942)
- 1885 – Alfred Wiener, německý bojovník proti antisemitismu a rasismu († 4. února 1964)
- 1889 – Reggie Walker, jihoafrický sprinter, olympijský vítěz († 5. listopadu 1951)
- 1890 – Solomon Michoels, sovětský divadelní herec a ředitel Moskevského státního židovského divadla († 13. ledna 1948)
- 1892
  - César Vallejo, peruánský spisovatel († 15. dubna 1938)
  - Nikolaj Kondraťjev, sovětský ekonom († 17. září 1938)
- 1893 – Josip Rus, slovinský právník a politik († 15. září 1985)
- 1894 – Jurij Darahan, ukrajinský básník († 17. března 1926)
- 1896 – Liou Chaj-su, čínský malíř († 7. srpna 1994)
- 1899 – Maria Julia Rodzińska, polská mučednice, blahoslavená († 20. února 1945)
- 1906 – Francisco Ayala, španělský spisovatel († 3. listopadu 2009)
- 1909 – Patrick Dean, britský diplomat († 5. listopadu 1994)
- 1910 – Aladár Gerevich, maďarský šermíř, který získal zlatou medaili na šesti OH († 14. května 1991)
- 1911
  - Pierre Harmel, premiér Belgie († 15. listopadu 2009)
  - Josef Mengele, německý lékař proslulý zvrhlými testy na lidech († 7. února 1979)
- 1912 – Pat Nixonová, manželka 37. prezidenta USA Richarda Nixona († 22. června 1993)
- 1914 – Arkadij Černyšov, sovětský hokejista, fotbalista a trenér († 22. října 1992)
- 1915 – Kunihiko Kodaira, japonský matematik († 26. července 1997)
- 1918 – Frederick Reines, americký fyzik, Nobelova cena za fyziku 1995 († 26. září 1998)
- 1921
  - Gustáv Valach, slovenský herec († 26. dubna 2002)
  - Fahd bin Abd al-Azíz, král Saúdské Arábie († 1. srpna 2005)
- 1926 – Jerry Lewis, americký herec a režisér († 20. srpna 2017)
- 1927 – Vladimir Komarov, sovětský kosmonaut († 24. dubna 1967)
- 1928
  - Christa Ludwig, německá operní a koncertní pěvkyně, mezzosopranistka († 24. dubna 2021)
  - Slavko Mihalić, chorvatský básník († 5. února 2007)
- 1930 – Tommy Flanagan, americký klavírista († 16. listopadu 2001)
- 1931
  - Theo Altmeyer, německý tenorista († 28. července 2007)
  - Elliott Belgrave, generální guvernér Barbadosu
- 1932
  - Walter Cunningham, americký astronaut z letu Apolla 7
  - Kurt Diemberger, rakouský horolezec
  - Józef Pluta, polsky vrah († říjen 1979)
- 1937
  - David Del Tredici, americký hudební skladatel († 18. listopadu 2023)
  - Attilio Nicora, italský kardinál
- 1938 – Carlos Bilardo, argentinský fotbalista
- 1940
  - František Dostál, slovenský horolezec a filmař († 2. prosince 2006)
  - Claus Offe, německý politický sociolog marxistické orientace
- 1941
  - Robert Guéï, prezident Côte d'Ivoire († 19. září 2002)
  - Bernardo Bertolucci, italský filmový režisér († 26. listopadu 2018)
- 1942 – Danny Lyon, americký fotograf a filmař
- 1943 – Milan Lechan, slovenský básník a humorista
- 1944 – Andrew S. Tanenbaum, nizozemský profesor informatiky
- 1945 – Moris Issa, sýrsko-český režisér
- 1946 – Martin Wolf, ekonomický komentátor deníku Financial Times
- 1949
  - Victor Garber, kanadský herec
  - Jerry Goodman, americký houslista
  - Elliott Murphy, americký písničkář a spisovatel
- 1952 – Irwin Keyes, americký komik, herec, a zpěvák († 8. července 2015)
- 1953
  - Isabelle Huppertová, francouzská divadelní a filmová herečka
  - Richard Stallman, americký hacker a zakladatel hnutí svobodného softwaru
- 1954
  - Nancy Wilson, americká kytaristka a zpěvačka
  - Stephen Lipson, britský hudební producent
- 1955 – James Warhola, americký ilustrátor
- 1956
  - Vladimír Godár, slovenský hudební skladatel, muzikolog
  - Eveline Widmerová-Schlumpfová, prezidentka Švýcarské konfederace
- 1959
  - Jens Stoltenberg, ministerský předseda Norska, generální tajemník NATO
  - Michael Bloomfield, americký vojenský letec a astronaut
- 1963 – Jimmy DeGrasso, americký bubeník
- 1966 – H. P. Baxxter, německý zpěvák skupiny Scooter
- 1967 – Lauren Graham, americká herečka
- 1968
  - Izabela Dylewská, polská rychlostní kanoistka
  - David MacMillan, skotský chemik, Nobelova cena za chemii za rok 2021
- 1971 – Alan Tudyk, americký herec a dabér
- 1975 – Sienna Guillory, britská herečka
- 1977 – Mónica Cruzová, španělská herečka a tanečnice
- 1978 – Brooke Burnsová, americká herečka a modelka
- 1981 – Fabiana Murerová, brazilská atletka, skokanka o tyči
- 1986
  - Alexandra Daddario, americká herečka a modelka
  - Daisuke Takahaši, japonský krasobruslař
  - Nicole Trunfio, australská modelka
- 1989 – Theo Walcott, anglický fotbalista
- 1993 – George Ford, anglický ragbista
- 1998 – Haruka Kitagučiová, japonská atletka, oštěpařka
- 2002 – Arnaud De Lie, belgický silniční cyklista

## Úmrtí

### Česko

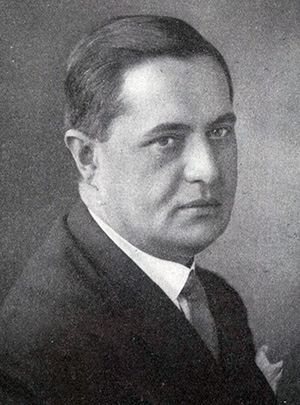
Václav Talich († 1961)

- 1874 – Ota Kříž, český strojník, polárník a cestovatel (* 12. června 1845)
- 1898 – Josef Lev, operní pěvec a skladatel (* 1. května 1832)
- 1910 – Josef Alexander Helfert, český právník, historik a politik (* 3. listopadu 1820)
- 1939 – Wilhelm Herlinger, československý politik německé národnosti (* 11. února 1873)
- 1940 – Josef Anton Trčka, fotograf, malíř, grafik a sochař (* 7. září 1893)
- 1942 – František Blahovec, kněz, regionální aktivista v Pošumaví a politik (* 4. dubna 1864)
- 1954 – Franz Jesser, československý politik německé národnosti (* 1. července 1869)
- 1961 – Václav Talich, dirigent (* 28. května 1883)
- 1969 – Maxmilián Hájek, hudební skladatel a dirigent (* 15. srpna 1909)
- 1973 – Jaroslav Švehlík, herec (* 9. dubna 1930)
- 1974 – Silvestr Hipman, hudební skladatel a kritik, spisovatel a překladatel (* 23. července 1893)
- 1978 – Pravdomil Svoboda, botanik a dendrolog (* 1. dubna 1908)
- 1985 – František Pelcner, československý fotbalový reprezentant (* 4. září 1909)
- 1986 – Erich Roučka, český technik a vynálezce (* 30. října 1888)
- 1994 – Emílie Tomanová, malířka a grafička (* 23. ledna 1933)
- 1999
  - Stanislav Hájek, herec (* 29. června 1924)
  - Hugo Rokyta, kulturní historik, etnograf, heraldik a ochránce památek (* 24. listopadu 1912)
- 2001 – Stanislav Šturz, malíř (* 27. října 1908)
- 2004
  - Adolf Staňura, esperantský literát (* 12. března 1915)
  - Vilém Tauský, dirigent a skladatel, (* 20. července 1910)
- 2012 – Bronislav Poloczek, česko-polský herec (* 7. srpna 1939)
- 2013 – Eva Chmelařová-Siblíková, česká výtvarná umělkyně (* 7. června 1927)
- 2018 – Jaroslava Lázníčková-Velebová, akademická malířka (* 13. května 1955)

### Svět

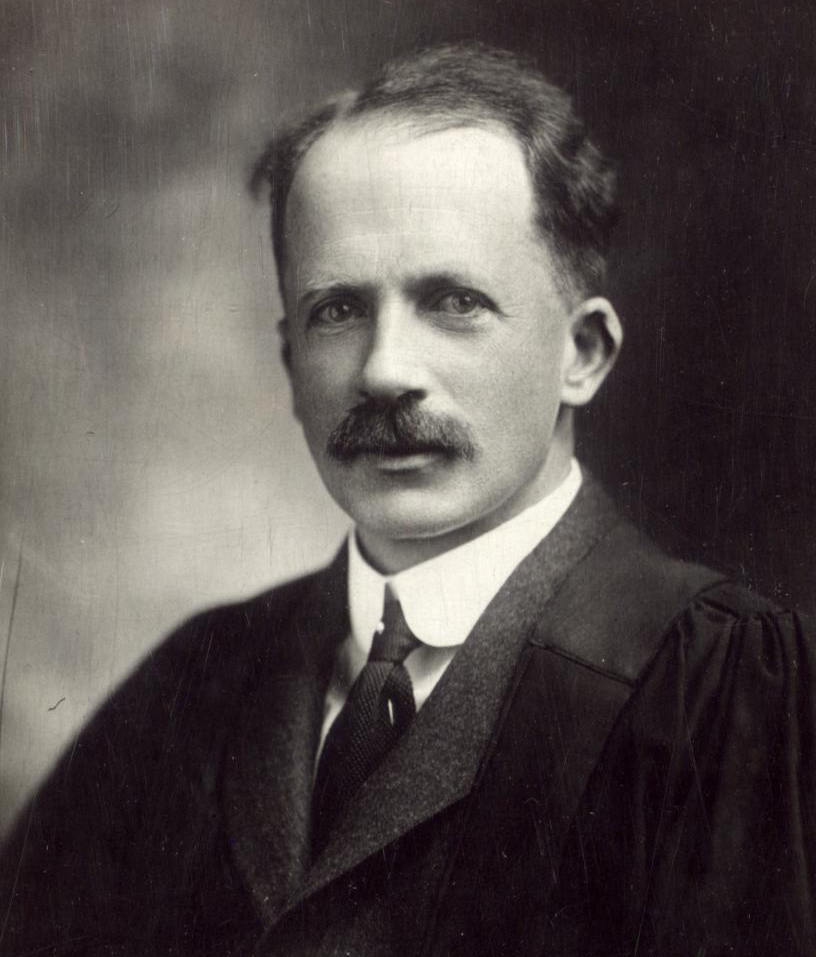
John Macleod († 1935)

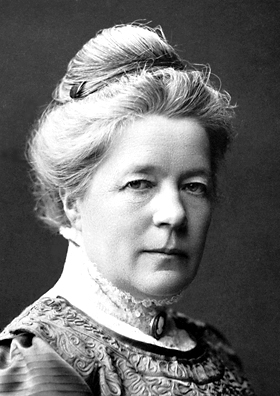
Selma Lagerlöfová († 1940)

- 0037 – Tiberius, římský císař (* 46 př. n. l.)
- 1405 – Markéta III. Flanderská, flanderská hraběnka, manželka Filipa II. Burgundského (* 13. dubna 1350)
- 1485 – Anna Nevillová, manželka anglického krále Richarda III. (* 11. června 1456)
- 1520 – Martin Waldseemüller, německý kartograf (* 1470)
- 1600 – Johann Major, německý evangelický teolog, humanista a básník (* 2. ledna 1533)
- 1649 – Svatý Jean de Brébeuf, jezuitský misionář v Kanadě (* 25. března 1593)
- 1670 – Johann Rudolf Glauber, německo-nizozemský alchymista, chemik a lékař. (* 10. března 1604)
- 1686 – Šarlota Hesensko-Kasselská, hesenská princezna a falcká kurfiřtka (* 20. listopadu 1627)
- 1736 – Giovanni Battista Pergolesi, italský hudební skladatel (* 4. ledna 1710)
- 1801 – Alexandra Pavlovna, ruská velkokněžna, rakouská arcivévodkyně (* 9. srpna 1783)
- 1804 – Henrik Gabriel Porthan, finský historik (* 8. listopadu 1739)
- 1814 – Henri Auguste Duval, francouzský botanik (* 28. dubna 1777)
- 1816 – Giuseppe Jannaconi, italský hudební skladatel (* 1740 nebo 1741)
- 1858 – Osip Senkovskij, ruský spisovatel a orientalista (* 31. března 1800)
- 1862 – Josef Christian Zedlitz, slezský a rakouský diplomat a politik, německy píšící básník a dramatik (* 28. února 1790)
- 1885 – Alexander Julius Schindler, rakouský spisovatel a politik (* 26. září 1818)
- 1889 – Ernst Wilhelm Leberecht Tempel, německý astronom a litograf (* 4. prosince 1821)
- 1890 – Ljubica Petrović-Njegoš (známá spíše pod jménem Zorka), rozená černohorská princezna a pozdější korunní princezna srbská) * 23. prosince 1864)
- 1892 – Eduard Kullmann, pachatel atentátu na Otto von Bismarcka (* 14. července 1853)
- 1898 – Aubrey Beardsley, anglický secesní kreslíř a ilustrátor (* 21. srpna 1872)
- 1914 – Charles Albert Gobat, švýcarský politik, nositel Nobelovy ceny míru (* 21. května 1843)
- 1919 – Jakov Sverdlov, bolševický stranický předák (* 3. června 1885)
- 1923 – Milena Vukotić, černohorská kněžna a královna (* 4. května 1847)
- 1924 – Maurice Pellé, francouzský generál (* 18. dubna 1863)
- 1925 – August von Wassermann, německý bakteriolog (* 21. února 1866)
- 1930 – Miguel Primo de Rivera, španělský generál a diktátor (* 8. ledna 1870)
- 1935
  - Aaron Nimcovič, dánský šachista a šachový teoretik (* 7. listopadu 1886)
  - John James Rickard Macleod, skotský fyziolog, nositel Nobelovy ceny (* 6. září 1876)
- 1937 – Léopold-Émile Reutlinger, francouzský fotograf (* 17. března 1863)
- 1938 – Emil Fey, rakouský vicekancléř (* 23. března 1886)
- 1940 – Selma Lagerlöfová, švédská spisovatelka (* 20. listopadu 1858)
- 1944
  - David Prain, skotský botanik (* 11. července 1857)
  - Şehzade Mehmed Abdülkadir, syn osmanského sultána Abdulhamida II. a korunní princ (* 16. ledna 1878)
- 1945 – Maurice Halbwachs, francouzský filozof a sociolog (* 11. března 1877)
- 1955 – Alois Maria Adolf z Lichtenštejna, knížecí princ a držitel Řádu zlatého rouna (* 17. června 1869)
- 1957 – Constantin Brâncuşi, rumunský sochař a fotograf (* 19. února 1876)
- 1963 – Alžběta Marie Rakouská, dcera korunního prince Rudolfa (* 2. září 1883)
- 1968 – Michał Nawka, lužickosrbský spisovatel (* 22. listopadu 1885)
- 1970 – Tammi Terrell, americká zpěvačka a textařka písní (* 29. dubna 1945)
- 1971 – Hans Kohn, americký historik, filozof, teoretik nacionalismu (* 15. září 1891)
- 1972 – Franjo Lučić, chorvatský skladatel a varhaník (* 31. března 1889)
- 1975 – T-Bone Walker, americký bluesový kytarista, zpěvák a skladatel (* 28. května 1910)
- 1982 – Andrej Žarnov, slovenský básník, překladatel a lékař (* 19. listopadu 1903)
- 1983 – Ernie Royal, americký trumpetista (* 6. února 1921)
- 1984 – John Hoagland, americký reportážní fotograf (* 1947)
- 1985 – Eddie Shore, kanadský hokejista (* 25. listopadu 1902)
- 1987
  - Johan Otto von Spreckelsen, dánský architekt (* 4. května 1929)
  - Karol Cengel, slovenský preparátor (* 22. října 1915)
- 1998
  - Esther Bubley, americká fotografka (* 16. února 1921)
  - Derek Harold Richard Barton, britský chemik, nositel Nobelovy ceny (* 8. září 1918)
- 2000 – Pavel Prudnikau, běloruský básník a spisovatel (* 14. července 1911)
- 2004 – Hana Zelinová, slovenská spisovatelka (* 20. července 1914)
- 2007 – Ron Chesterman, anglický hudebník a archivář (* 27. listopadu 1943)
- 2010 – Herb Cohen, americký manažer hudebníků (* 30. prosince 1932)
- 2015 – Andy Fraser, britský hudebník (* 3. července 1952)
- 2017 – Torgny Lindgren, švédský spisovatel (* 16. června 1938)
- 2019 – Dick Dale, americký surf rockový kytarista (* 4. května 1937)
- 2021 – Sabine Schmitz, německá automobilová závodnice (* 14. května 1969)

## Svátky

### Česko
- Elena
- Herbert, Herberta
- dříve Ámos
- Budimír
- Nona
- Zbyslav

### Svět
- Slovensko: Boleslav
- Surinam: Holi Phagwah
- Litva: Den pašeráků knih
- Lotyšsko: Den lotyšských legií
- USA, Kanada: Den sv.Urho (finská komunita)

### Liturgický kalendář
- Sv. Heribert
- Mučedníci ze Severní Ameriky
- Julián Antiochijský

| 16. březen v pražském KlementinuÚdaje jsou platné k 8. 7. 2025. | 16. březen v pražském KlementinuÚdaje jsou platné k 8. 7. 2025. | 16. březen v pražském KlementinuÚdaje jsou platné k 8. 7. 2025. |
| minimum                                                         | denní průměr                                                    | maximum                                                         |
| --------------------------------------------------------------- | --------------------------------------------------------------- | --------------------------------------------------------------- |
| −10,6 °C (1845)                                                 | 5,5 °C (od 1961)                                                | 19,9 °C (2012)                                                  |